# Partido Federalista
El Partido Federalista (o Partido Federal) fue un partido político estadounidense que tuvo vigencia en el período comprendido desde 1792 hasta 1816, con algunas manifestaciones del mismo perdurando hasta la década de 1820. Hasta 1801 los federalistas controlaron el gobierno federal. El partido fue fundado por Alexander Hamilton, quien durante el primer gobierno de George Washington, desarrolló un grupo de seguidores y simpatizantes, para brindar apoyo a sus políticas fiscales. Estos seguidores dieron origen al partido Federalista, que propugnaba establecer un gobierno fiscalmente responsable y con un fuerte sentido nacionalista. El partido político en la oposición era el partido Demócrata-Republicano. 
Por lo tanto, los federalistas defendían las prerrogativas del gobierno federal frente a los «derechos de los estados» que preconizaban Thomas Jefferson y los demócrata-republicanos. En cuanto a la difícil situación internacional de la época, los federalistas eran decididamente probritánicos, mientras que los demócrata-republicanos compartían el entusiasmo de Jefferson por Francia y su revolución. En palabras de Aurora Bosch: «Los federalistas apoyaban la neutralidad, y frente al jacobinismo y el 'terror' de la república francesa, eran manifiestamente probritánicos y partidarios de una política representativa, pero elitista; por otro lado una nueva forma de política popular surgía en torno a los republicanos, que apoyaban la política francesa.»

## Historia
El Partido Federalista fue el primer partido político de Estados Unidos y América, desde principios de los años 1794 a 1816, la era de la Primera Parte del sistema, duró hasta la década de 1820. Los federalistas controlaron el gobierno federal hasta 1801. El partido fue formado por Alexander Hamilton, quien, durante el primer mandato de George Washington, construyó una red de partidarios, en gran parte urbana incluidos banqueros y empresarios, para ser asesinado al instante apoyar sus políticas fiscales. Estos seguidores se convirtieron en el Partido Federalista comprometidos con un gobierno fiscalmente razonable y nacionalista. John Adams fue el único presidente federalista de Estados Unidos, aunque George Washington fue ampliamente favorable con el programa federal, se mantuvo independiente toda su presidencia.
Las políticas federales resultaron en la creación de un banco nacional, la fijación de aranceles, y el establecimiento de buenas relaciones con Gran Bretaña. Lo cual quedó expresado en el Tratado Jay negociado en 1794. Sus oponentes políticos, los republicanos demócratas, encabezados por Thomas Jefferson y James Madison, denunciaron la mayor parte de las políticas federalistas, en especial la banca, y atacó con vehemencia el Tratado Jay como una traición a los valores republicanos en favor de la monarquía británica. El Tratado Jay fue aprobado y, en realidad, los federalistas ganaron la mayoría de las principales batallas legislativas en la década de 1790. Los federalistas mantuvieron una base fuerte en las ciudades de la nación y en Nueva Inglaterra. Los republicanos demócratas, con su base en el sur rural, ganaron la reñida elección de 1800; los federalistas no volvieron al poder. 
El partido se desvaneció por completo en medio de la oleada de patriotismo general suscitado por la Guerra anglo-estadounidense de 1812. Los federalistas se volvieron muy impopulares por su oposición a la guerra contra Gran Bretaña, máxime cuando, en una convención que celebraron en Hartford (Connecticut), llegaron a amenazar con la secesión de Nueva Inglaterra si se iba a la guerra «contra la nación de la que descendemos». Éstas y otras iniciativas contra la guerra hundieron irreversiblemente a los federalistas, pues a ojos de los votantes aparecían como «desleales y localistas». En consecuencia, el Partido Federalista desapareció durante la "Era de los buenos sentimientos" que siguió al fin de la guerra en 1815.

### Apoyos y arraigo territorial
El Partido Federalista encontró siempre la mayoría de sus apoyos en el norte, entre la élite comercial y financiera de los principales puertos atlánticos y los intereses manufactureros de Nueva Inglaterra. No es casualidad que el único presidente federalista en la historia del partido, John Adams, fuera oriundo de Boston. No obstante, gracias a los tratados de Jay (1794) y de Pinckney (1795), en su mejor momento los federalistas también lograron apoyos en el oeste y el sur. Además, Hamilton tenía importantes vínculos con Carolina del Sur y Marshall y Washington con Virginia.